# Матч (фільм, 2012)
«Матч» (рос. Матч) — російський фільм 2012 року, історична драма. Фільм знятий на основі легенди про футбольний «матч смерті» між київськими футболістами і збірною зенітників-люфтвафе в окупованому Києві влітку 1942 року. Роботи над картиною закінчилися на початку 2012 року; в Росії прем'єра відбулася 1 травня.
Із вересня 2014 року фільм заборонений до показу в Україні як пропагандистський.

## Сюжет
У фільмі розповідається про футбольний матч в окупованому Києві: після гри з німецькою командою «Флакельф» (нім. Flakelf, від слів Flak-зенітна гармата та elf-одинадцять (гравців)) дев'ять київських футболістів було заарештовано гестапо. Четверо з них були розстріляні за те, що вони нібито відмовилися програвати матч. Інші футболісти опинилися в концтаборах.

## Актори
- Сергій Безруков — головний герой, воротар київського «Динамо» і збірної СРСР Микола Раневич (прототип — Микола Трусевич).
- Єлизавета Боярська — кохана головного героя, вчителька німецької мови Анна Шевцова[2]
- Станіслав Боклан — бургомістр
- Олексій Вертинський — Жорик
- Остап Ступка — Дещеня[3]
- Едуард Безродний
- Катерина Климова — Ольга Ковтун;
- Дірк Мартенс (Dirk Martens)
- Олександр Крижанівський — тренер
- Олександр Кобзар — Георгій Шевцов
- Сергій Романович — Степан Раневич
- Ігор Гнезділов — Бордик
- Микита Тезін — Андрій Ковтун
- Анна Саліванчук — Оксана Бахарева;
- Володимир Невельський — Михайло Свірський
- Ольга Радчук — Раїса Львівна Свірська
- Карен Бадалов — Олександр Рувимович Свірський
- Світлана Прус — Луїза Дещеня

## Знімальна група
- Автори сценарію:
- Режисери: Андрій Малюков (основний режисер), Олесь Санін (second unit режисер)[4]
- Продюсер:
- Оператор: Сергій Михальчук
- Художники-постановники: Олександр Толкачов, Олександра Дробот

## Знімання
З червня 2011 року в Харкові розпочався кастинг на ролі масовки фільму. На початку липня того ж року почалися зйомки.

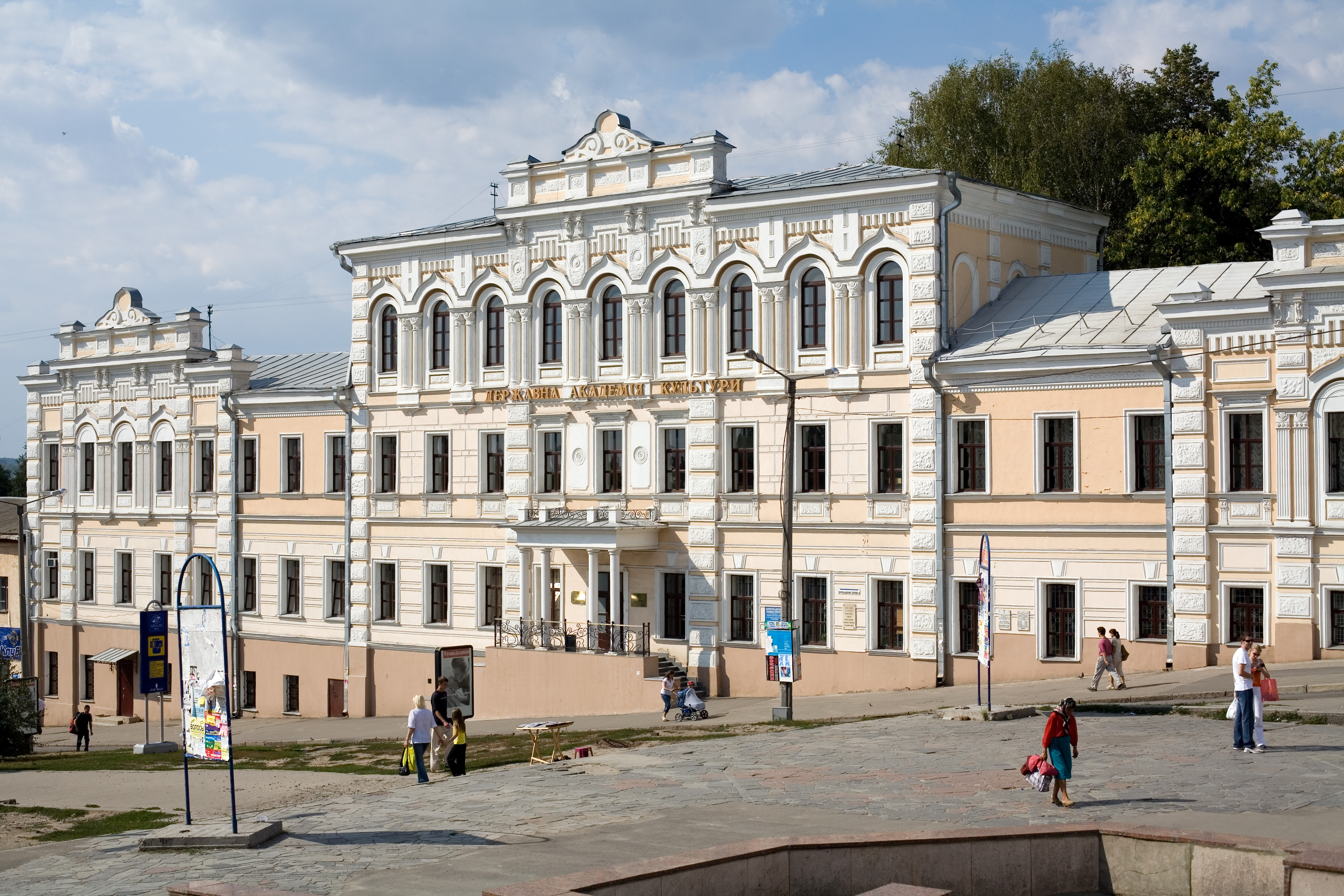
Будівля Харківської державної академії культури, що стала в фільмі нацистським штабом

Те, чому Харків став Києвом, режисер пояснив так:
|  | На жаль, довелося задуматися, як зняти передвоєнний Київ. Всі будинки забезпечені кондиціонерами, супутниковими антенами, склопакетами, велика кількість реклами, колосальна кількість автомобілів. Тому ми шукаємо вулиці в інших містах, які відповідали б і історичній правді, і архітектурно були б близькими до того періоду в Києві, який нас цікавить. Знайшли в Харкові. |

У Харкові в центрі міста (Нагірний район і Поділ) збереглися райони історичної дореволюційної й довоєнної забудови, які зображували Київ 1942 року:
- Вулиця Римарська зображала Хрещатик;[5]
- Будівля Харківської державної академії культури на Бурсацькому узвозі — біля цієї будівлі знімався один з проходів євреїв до Бабиного Яру;
- Також зйомки проходили в провулку Грабовського, на вулицях Конторській, Університетській, Чоботарській (палац спорту «Авангард», який підірвали).[5]

### Зйомки під Києвом
Зйомки футбольних матчів проходили на стадіоні «Кристал» у місті Васильків Київської області. Стадіон зручний для зображення 1940-х років тим, що навколо нього немає сучасних висотних будівель.

### Події на зніманнях
7 липня 2011 року в Харкові по вулиці Чоботарській, 37 за участю каскадерів знімалася сцена вибуху триповерхового будинку палацу спорту «Авангард», виконаного у стилі «сталінської» архітектури. Вибух вийшов занадто сильним, вилетіли всі віконні рами, в результаті 4 каскадери постраждали. Їм була надана медична допомога.

## Критика
Фільм отримав низку негативної критики в Україні та звинувачень стрічки в українофобії. Критики вказують, що негативні герої навмисне зроблені україномовними, а позитивні — російськомовними. Окрім того, вказують на історичні недостовірності у фільмі, що навіюють антиукраїнські враження від перегляду.
Український політик, депутат Андрій Парубій, в програмі «Шустер LIVE» на 1-му каналі:

| Цей фільм «Матч» знятий не про футбол, не про війну і навіть не про любов. Це така собі пропаганда російського світу, де всі ці речі — це фон. Головне — показати: якщо людина одягнена в українську вишиванку — вона колаборант <…> У фільмі показано, що якщо звучить українська мова і присутній український прапор, то це обов'язково помічники фашистів. Моя думка — цей фільм розпалює міжнаціональну ворожнечу. |
Російський кінокритик Д. Горєлов у журналі «Сеанс» залишив неоднозначний відгук щодо фільму:
| У цілому несоромний, непідлий, небарабанний фільм Андрія Малюкова залишає дуже двоїсте враження. Перш за все, що він знятий років десь 30 тому, незважаючи на неприпустимість в ті роки єврейських та амурних сцен. Всі герої наввипередки одружуються й ідуть до військкомату добровольцями, всі вівчарки несамовито гавкають. Поліцаї кажуть [українською] «швидше», німці кажуть «шнель». Добрі люди ховають єврейських діточок, недобрі люди несуть ворогові хліб-сіль. Фріци грають грубо, наші грають культурно, камера в ліричних сценах відповзає на настінний килимок, євреїв женуть до рову під [пісню] «Лілі Марлен». Все складається з готових стандартних кубиків-напівфабрикатів, заморожених про запас за часів стратегічних запасів.Оригінальний текст (рос.) В целом нестыдный, неподлый, небарабанный фильм Андрея Малюкова оставляет весьма двойственное впечатление. Прежде всего, что он снят лет эдак 30 назад, несмотря на недопустимость в те годы еврейских и амурных сцен. Все герои наперебой женятся и идут в военкомат добровольцами, все овчарки на разрыв лают. Полицаи говорят «швыдче», немцы говорят «шнель». Добрые люди прячут еврейских детишек, недобрые люди несут врагу хлеб-соль. Фрицы играют грубо, наши играют культурно, камера в лирических сценах уползает на настенный коврик, евреев гонят в ров под «Лили Марлен». Все складывается из готовых стандартных кубиков-полуфабрикатов, замороженных про запас во времена стратегических запасов. |

## Прокат
Можливість прокату фільму в Україні сприймалася неоднозначно, позаяк фільм досить жорстко розкритикували за невідповідність історичним подіям та антиукраїнську спрямованість На прем'єрному показі виконавців головних ролей закидали яйцями. 22 березня 2012 року ТОВ «Інтерфільм Інтернешнл» подало на розгляд Держкіно України пакет документів щодо державної реєстрації та видачі прокатного посвідчення фільму «Матч». Після опрацювання поданих документів та попереднього перегляду робочої версії фільму у членів Експертної комісії виникли розбіжності щодо визначення індексу фільму. Листом № 546/9/26-12 від 6 квітня 2012 року Агентство звернулося до ТОВ «Інтерфільм Інтернешнл» з проханням надати носій із записом прокатної версії фільму для перегляду Експертною комісією з питань розповсюдження та демонстрування фільмів у повному складі.
За підсумками перегляду члени Експертної комісії Держкіно висловили стурбованість щодо можливого спотворення у фільмі історичних подій, присутності у картині пропаганди і жанрової стилізації: «У картині є епізоди, де україномовні персонажі виглядають негідно і карикатурно, і це може викликати почуття образи і обурення у нашого глядача». Однак, попри це, державне агентство України з питань кіно ухвалило рішення видати прокатне посвідчення російському фільму Матч, проте зі встановленням обмеження за віком глядацької аудиторії 18:
|  | Станом на 20 квітня 2012 Експертна комісія з питань поширення і демонстрації фільмів закінчила перегляд фільму Матч повним складом комісії. Думки експертів стосовно доцільності державної реєстрації фільму Матч і видачі йому прокатного посвідчення розділилися таким чином: за - 11 голосів, проти - 8. На підставі висновків експертів прийнято рішення про видачу прокатного посвідчення фільму Матч зі встановленням обмеження за віком глядацької аудиторії 18, з умовою попередження глядача про встановлені обмеження, і показ фільму кінотеатрами на вечірніх сеансах з 18 години |

19 квітня активісти української націоналістичної партії «Свобода» пікетували державне агентство України з питань кіно з вимогою не видавати фільму Матч прокатне посвідчення. 26 квітня 30 «свободівців» намагалися зірвати показ фільму в Києві, проте були затримані підрозілом «Беркут». Серед затриманих — заступник голови ВО «Свобода» Андрій Мохник, голова Київської «Свободи» Андрій Іллєнко, керівник Сумської «Свободи» Ігор Мірошниченко, голова громадської ради при Державному агентстві України з питань кінематографії, Пилип Іллєнко, депутати місцевих рад..
У Рівному обласне об'єднання товариства «Просвіта» спільно з обласною організацією Української Народної Партії звернулися до місцевої влади та керівництва кіноцентру «Ера» з вимогою скасувати прокат російського фільму «Матч» на території міста Рівного та області. Показ фільму був призупинений. 7 травня у кіноцентрі «Ера» все ж відбувся прес-показ та публічне обговорення фільму «Матч».

### Заборона показу в Україні
29 вересня 2014 року Державне агентство України з питань кіно скасувало державну реєстрацію двох російських стрічок «Матч» та «Серпень. Восьмого», які назвало пропагандистськими. З того часу фільми заборонені для телевізійного показу, публічного комерційного відео, домашнього відео на території України.